# دوور (انگلستان)
latitudeدوور (انگلستان)longitudeدوور (انگلستان)
دوور (‎/ˈdoʊvər/‎; انگلیسی: Dover) یک شهر و بندر مهم در کنت واقع در جنوب شرقی انگلستان است.

## نگارخانه

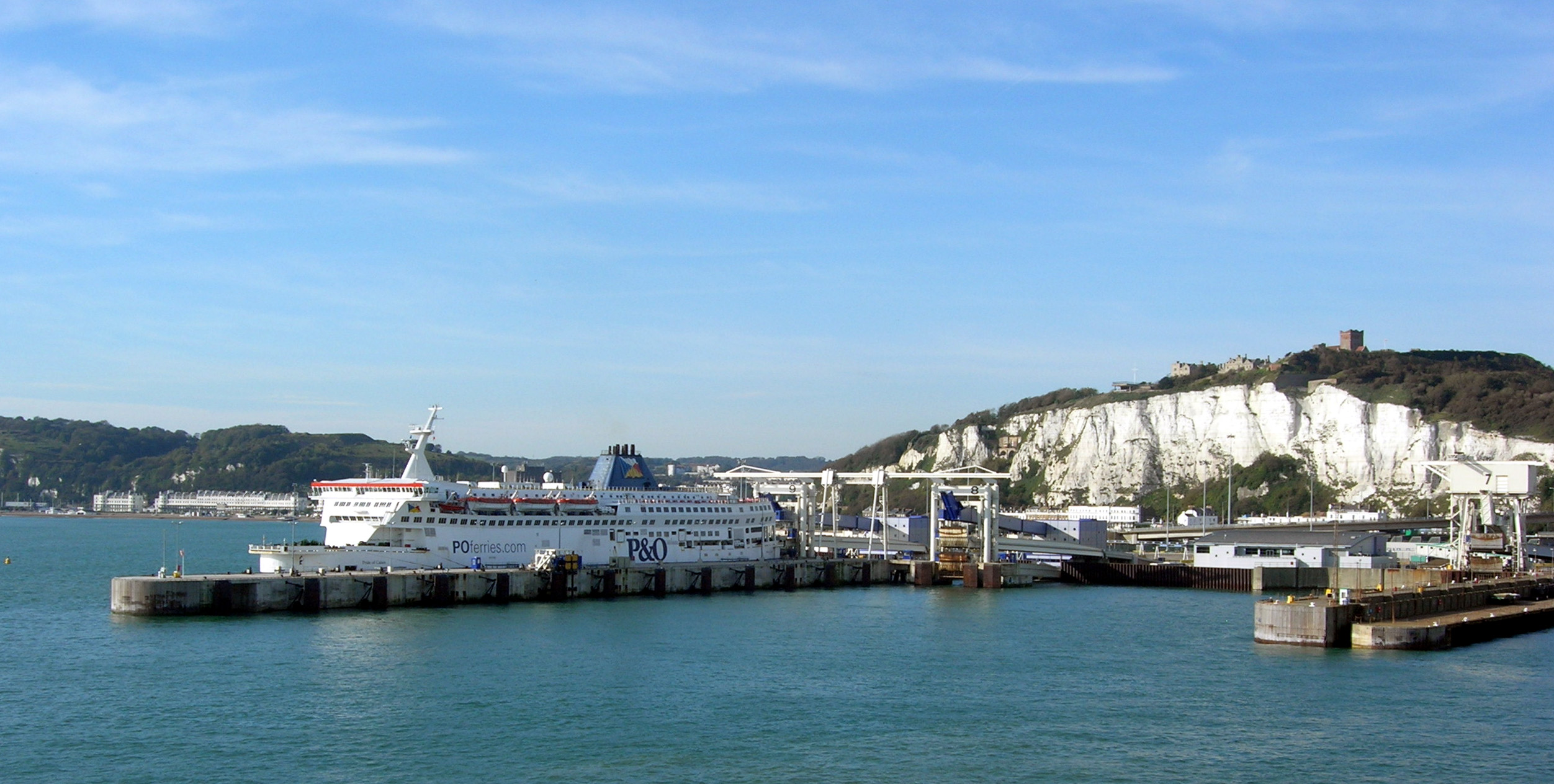
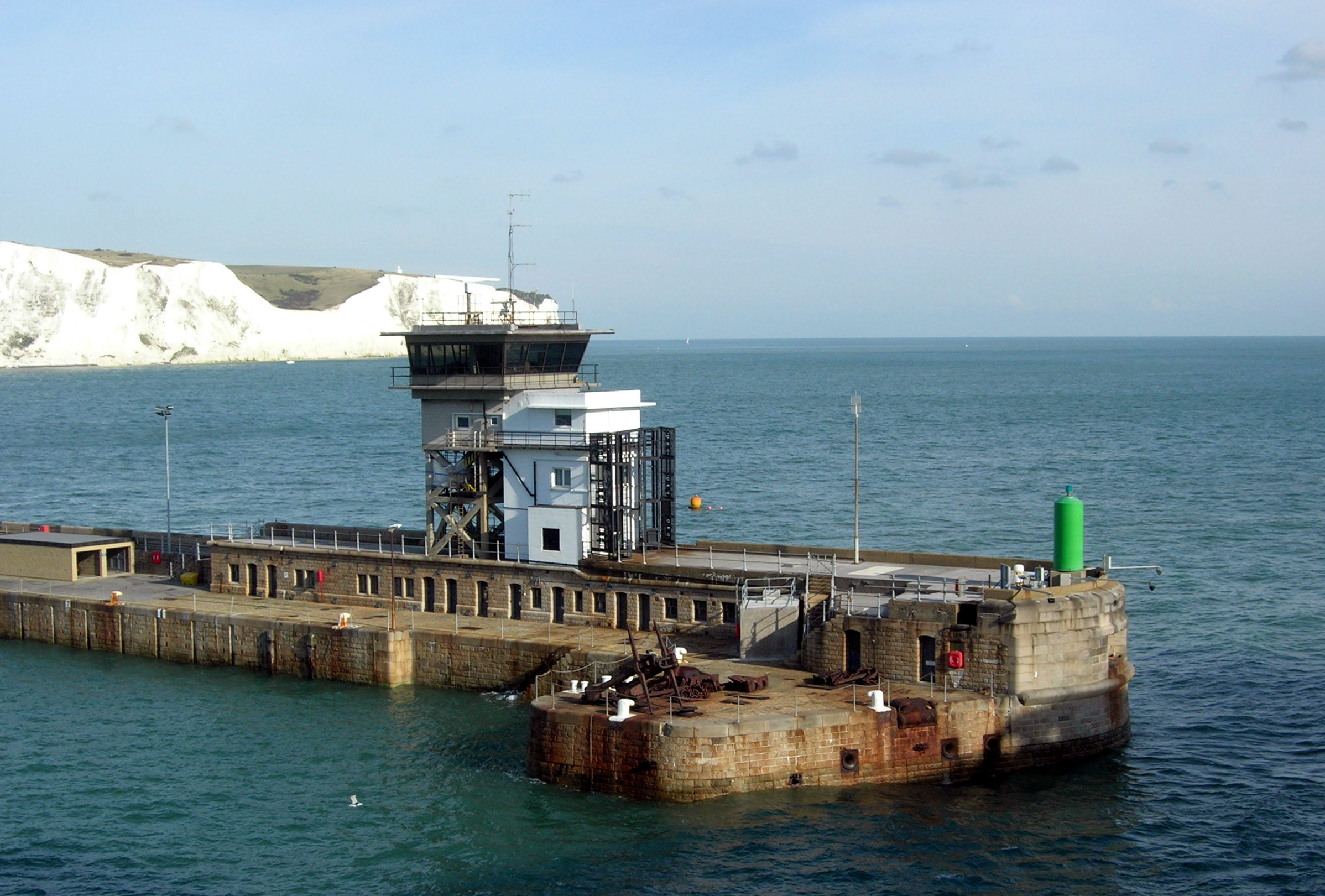
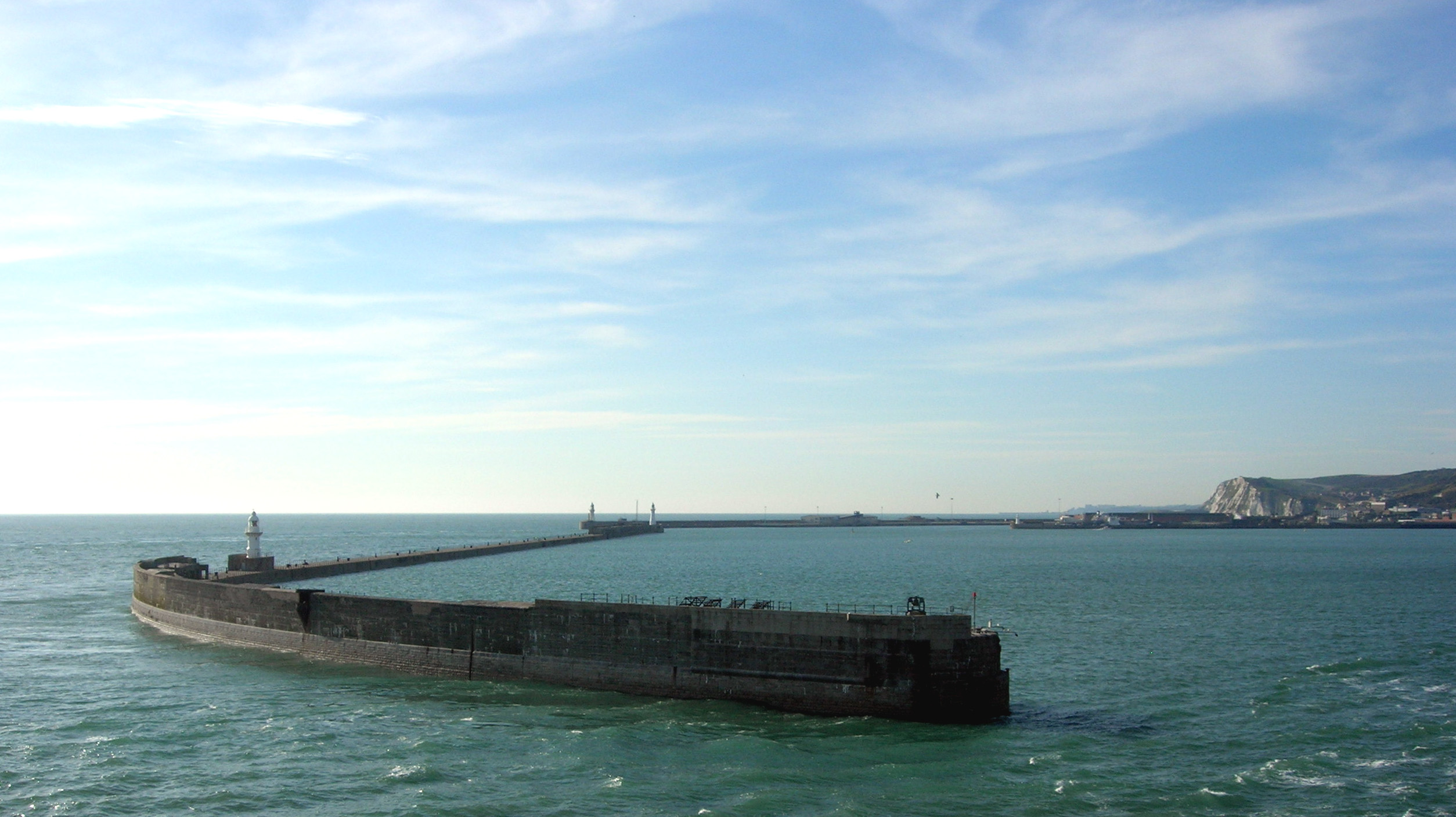
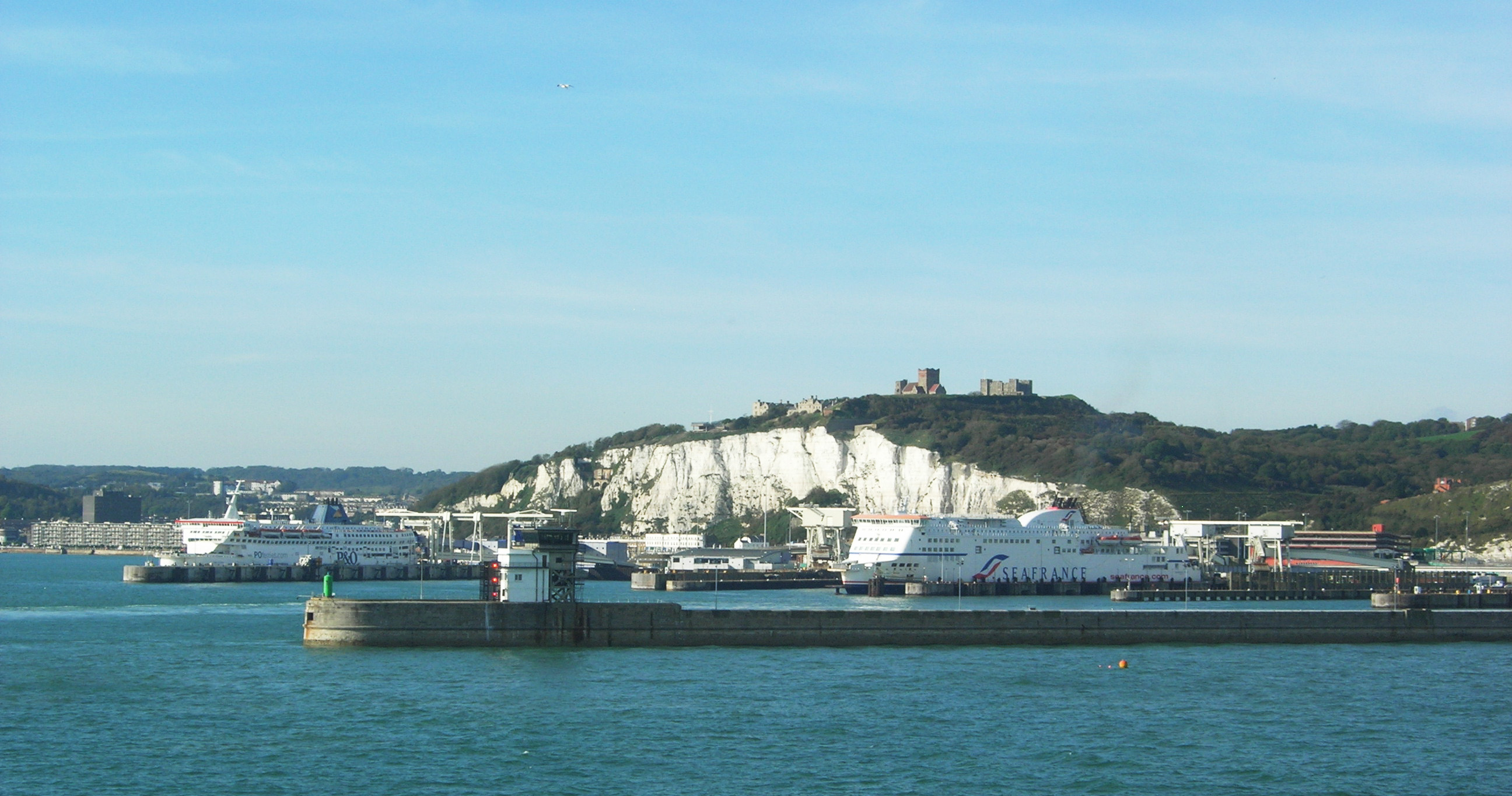
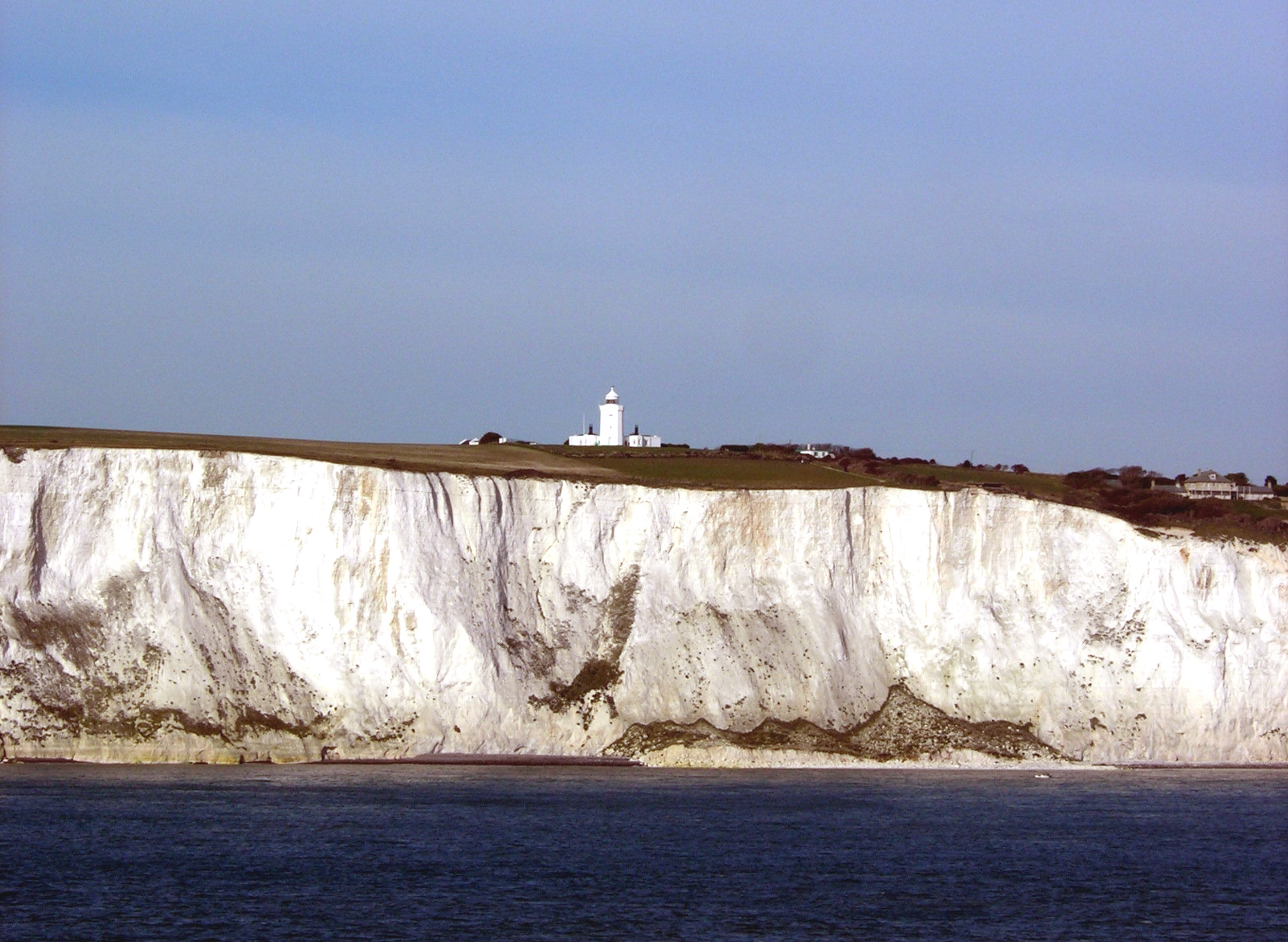
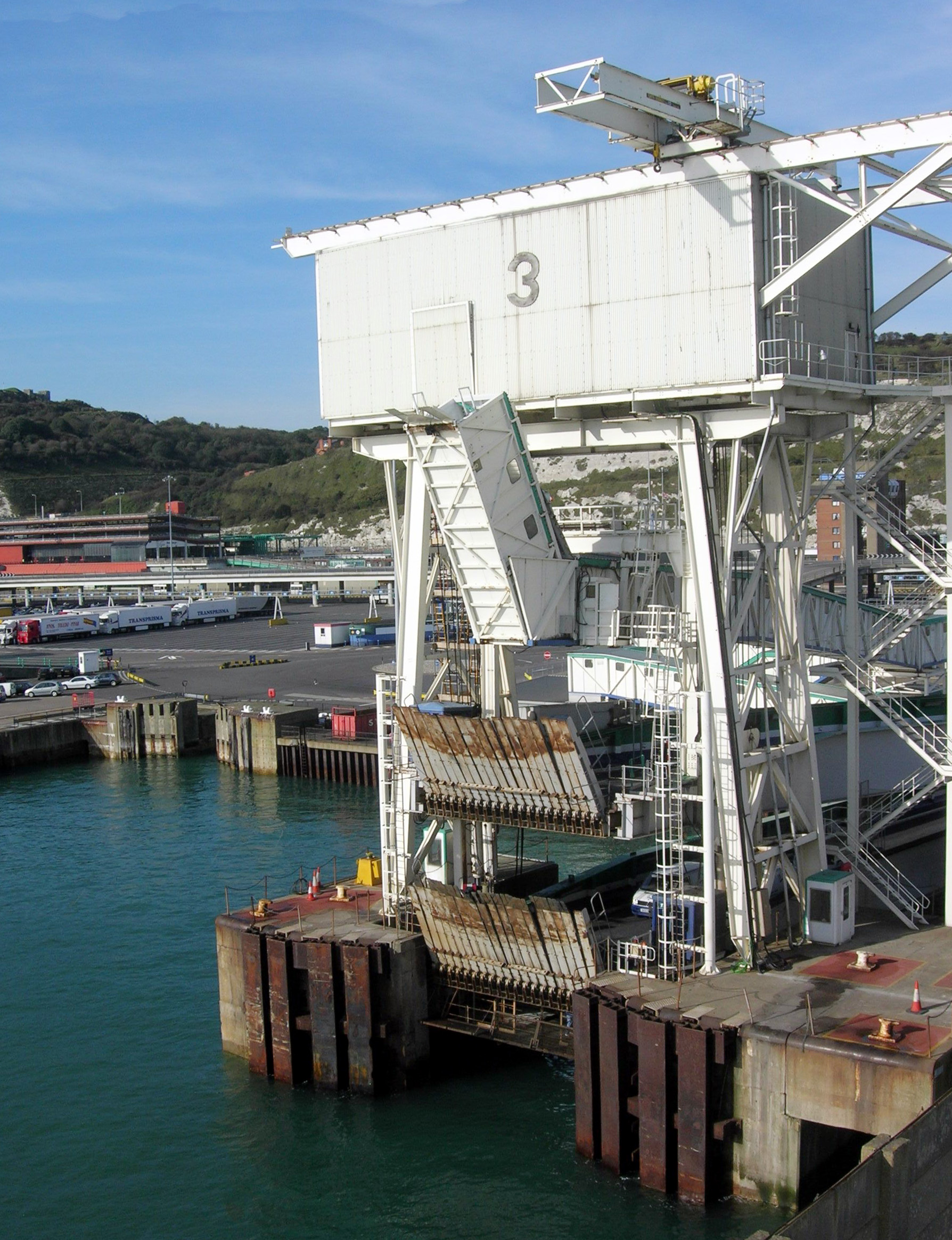
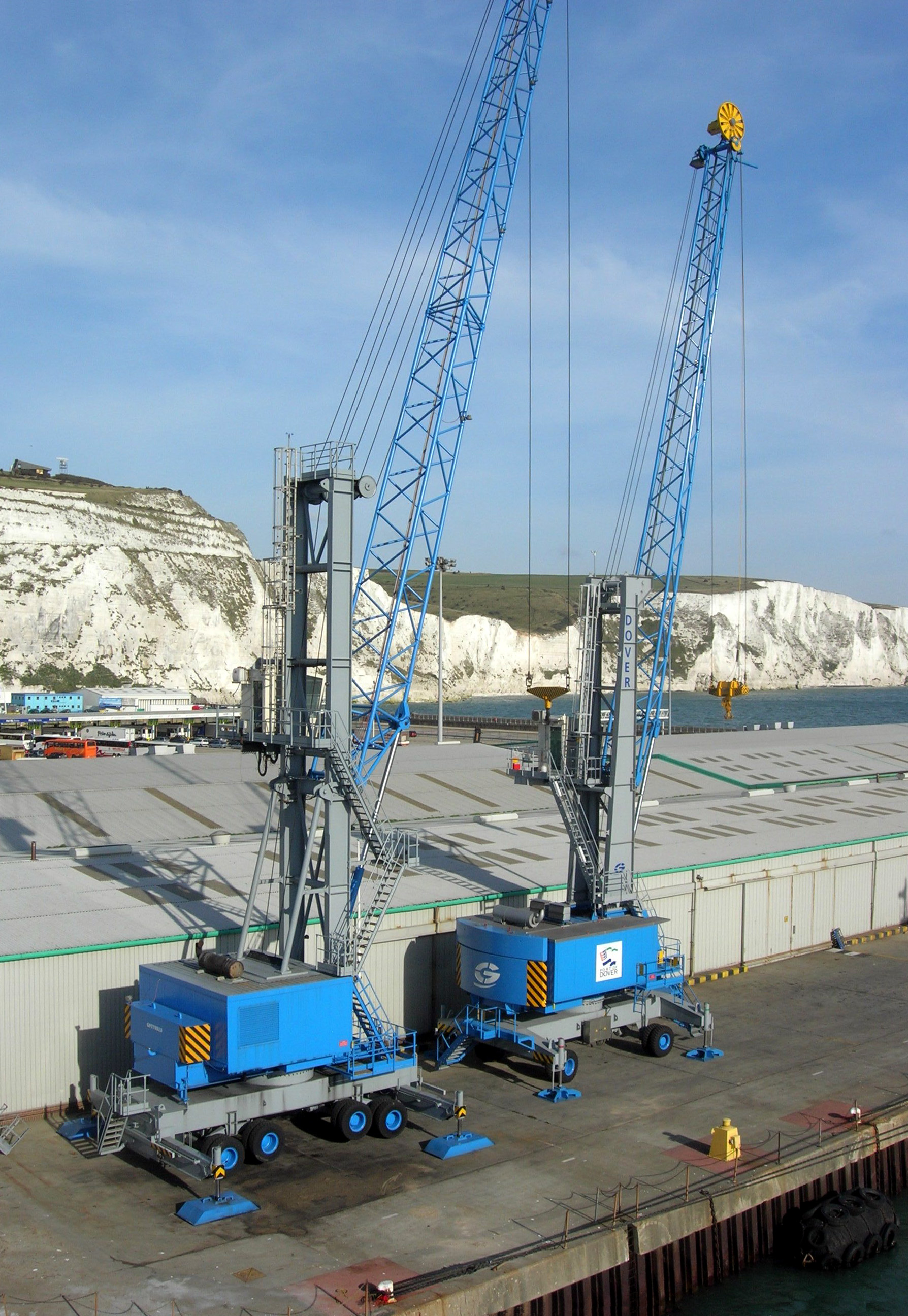